# Курьенрахка (национальный парк)
Курьенрахка (фин. Kurjenrahkan) — национальный парк в Юго-Западной Финляндии неподалёку от Турку. Основан в 1998 году. Площадь парка составляет около 29 км². В 2016 году его посетили 65 900 человек.
Охраняемая территория состоит в основном из болот, но также включает в себя леса, стоящие нетронутыми в течение последних 150 лет. В Средние века эти земли принадлежали местному церковному приходу. В начале 1800-х годов они сменили владельцев, но к концу века их пришлось передать государству из-за финансовых трудностей.
В парке обитает евразийская рысь, белки-летяги, встречаются бурые медведи и волки, а также некоторые представители болотных птиц.
Длина обозначенных троп в парке составляет около 300 км.

## Посещаемость
| Год  | Посетителей | Год  | Посетителей |
| ---- | ----------- | ---- | ----------- |
| 2005 | 25 000      | 2011 | 25 500      |
| 2006 | 25 000      | 2012 | 30 700      |
| 2007 | 32 500      | 2013 | 32 100      |
| 2008 | 31 500      | 2014 | 36 600      |
| 2009 | 28 500      | 2015 | 53 000      |
| 2010 | 26 500      | 2016 | 65 900      |